# 富田英夫
富田 英夫（とみた ひでお、1931年 - 1998年）は、日本の生物学者、遺伝学者。元名古屋大学理学部教授。

## 来歴
名古屋市出身。名古屋大学理学部生物学科卒業。大学院に進学し、山本時男に師事した。1965年名古屋大学理学博士。博士論文は「メダカのメラニン形成 」。
30年以上にわたる研究により、100種類以上のメダカの自然発生的突然変異をひとりで発見した。これら約100種類の突然変異系統を大学の敷地および自宅の庭の水槽で交配保存し、世界中の研究者に提供した。これらの突然変異には、アルビノなど、色素に関する多数の突然変異の他、眼のないメダカ（el）、鱗の発達しないメダカ（rs）、腹部の構造が背部にできるメダカ（Da）、など生命現象の理解にとって重要なものが多数含まれていた。発見から10年以上たってから、それぞれの原因遺伝子がようやく同定されるようになってきた。
麦わら帽子に作業服で自ら働き、真っ黒に日焼けし、学会での出世には無頓着だった。